# Indre Jaraite
Indre Jaraite (geboren am 31. Mai 1980) ist eine litauische Schauspielerin und Psychologin.

## Schauspielkarriere
Jaraite studierte von 1998 bis 2002 an der Litauischen Musik- und Theaterakademie in Vilnius und schloss ihr Studium mit einem Bachelor als Film- und Theaterschauspielerin ab.
2005 erhielt Jaraite eine internationale Filmrolle in der belgischen Rotlicht-Drama-Fernsehserie Matrioshki – Mädchenhändler, in der sie die junge Osteuropäerin Inessa verkörperte, die im Gegensatz zu anderen, verschleppten Mädchen sich freiwillig für die Prostitution entscheidet. 2008 kehrte sie für die zweite Staffel in die Rolle zurück.
Von 2002 bis 2020 arbeitete Jaraite am Kammertheater Vilnius, wo sie verschiedene Rollen innehatte, darunter im Jahr 2011 in der Tragikomödie Kai Žmondes Vaidino Dieva die Rolle der Margot Frank.

## Privat- und weiteres Berufsleben
Indre Jaraite ist verheiratet und mehrfache Mutter. 2023 machte sie ihren Masterabschluss in psychologischer Dramatherapie.

## Filmografie (Auswahl)
- 2005–2008: Matrioshki – Mädchenhändler (Matroesjka’s)
- 2014: Rezidentai
- 2019: Nematoma
- 2022: Force Majeure